# ミヤ (MUCC)
ミヤ（本名：矢口雅哲（やぐちまさあき）1979年7月26日 - ）は、日本のロックバンド・MUCC、Petit Brabanconのギタリスト、音楽プロデューサー、エンジニア、DJ。茨城県石岡市出身。愛称はぐっちゃ、など。

## 概要
音楽に興味を持ったきっかけは、井上陽水の「人生が二度あれば」を聴いてから。ギターは中学の頃から弾き始め、最初にコピーしたのはXの「紅」だった。高校に進学後、バンドを組んでライブ活動なども行っていたが、その中で逹瑯が組んでいたバンドと対バンを行い、その打ち上げで意気投合しムックを結成。以降はリーダーを務める。  
ミュージシャンとしての傍らプロデューサーとして後輩バンドを支援したりしている。ムックでは多くの楽曲の作詞・作曲を手掛け、ほぼ全てミヤがプロデュースを担当している(一部楽曲はL'Arc〜en〜Ciel・Kenによるプロデュース)。近年ではエンジニアとしてオファーを受け、ムックの楽曲以外にもミックス・マスタリングを担当することがある。DJ活動にも力を入れ、『1979』名義でのクラブイベントプロデュースや『矢口雅哲』名義でWAREHOUSE702のイベントにもレギュラーで参加している。

## 音楽性
使用ギターは初期はギブソンのレスポール、フェンダーのストラトキャスターが多い。「ホリゾント」ではギブソンのES-335を使用。アルバム『志恩』以降はdragonflyやBrian Mooreのオーダーメイドの7弦モデルを主に使用していたが、アルバム『球体』リリース以降は、YUKKEとともにSugiを導入。現在は6弦のSugiと7弦ギターをメインに使用している。また、DEANのマイケル・シェンカーモデルのフライングVなども使用している。
プレイスタイルとしてはカッティングやアルペジオを多用し、ギターソロを弾くことはあまりない。本人曰く「ソロというより間奏として考えて曲を作っている」とのこと。しかしL'Arc〜en〜Cielのkenに、「もっとソロを弾けばいいのに」と進言されてからはソロを取り入れることが多くなった。
自らを「速弾きが弾けないギタリスト」と称し、Xの「紅」や「BLUE BLOOD」のギターソロが弾けずに挫折したという経験がある。作曲やライブ時においてはフィーリングを重視するタイプで、例えばデモ音源作成時に弾いたフレーズを、本録の前にもう一度確認しながら弾きながら録ることも珍しくないという。
ギターの師匠はcali≠gariの桜井青で、現在も交友関係にある。

## 使用機材

### ギター
- Hapas Guitars
- Mayones
- YAMAHA
  - Revstar RSP20CR
- ERNiE BALL MUSIC MAN
  - St. Vincent

- Sugi
  - DS500C EM/AT/SBK
  - DS499R BW/AT/MJB
- dragonfly
  - オーダーメイド（7弦）
- Brian Moore
  - オーダーメイド（7弦）
- Gibson
  - Les Paul
  - ES-335
- Fender
  - Stratocaster

他

## 楽曲提供・エンジニア他
参加作品
- acid android「amniotic -Miya remix」（2010年4月13日） - リミックスエンジニア
- メリー『for Japanese sheeple』(2019年4月17日)  sheeple Living Dead Remix by Miya (MUCC) - リミックスエンジニア
- オトループ
  - 『黎明の碧』(2019年4月22日) - ミックス・マスタリングエンジニア
  - 『アンノウンブレイバーズ』(2022年5月21日) - ミックス・マスタリングエンジニア
- SiXX『ROLLIN’LIFE』(2019年6月6日) - 編曲、楽曲プロデューサー
- イベント『オバケンゾンビランド in サンリオピューロランド 2019』 コラボ音源 ‐ Gt.&Ba.・アレンジ・編曲
- GYROAXIA『ONE』(2021年3月17日) M07. HELLO - 作詞・作曲・編曲
- ヒカリノハコ presents第2弾 オムニバスアルバム『茨城大爆発』 (2021年4月16日)
  - MUCC by the courtesy of MAVERICK 『落陽』
  - 178R『茨 -イバラ-』
  - 収録曲全曲のマスタリングエンジニア
- ZIGZO『across the horizon』(2021年6月20日) - マスタリングエンジニア
- DISCO VOLANTE『未確認飛行物体』(2022年4月1日) - レコーディング・ミックス・マスタリングエンジニア

配信ライブ
- アルルカン生配信ライヴ『シネマティックサーカス#001』 - サウンドプロデューサー
- DEZERT有観客/配信ライヴ『DEZERT SPECIAL LIVE 2020 “The Today”』 - 配信音声マスタリング管理

ブランド
- 矢口渡邉電線 - ミヤ【矢口雅哲】・エンジニア、クラフトマン【渡邉浩司】によるハンドメイドイクイップメントブランド

コラボレーション
- JH10PRO-MY MiyaMoni（Red＆Blue / Copper) - イヤモニシグネイチャーモデル
- ALLAROUND コラボレーショングッズ

## イベント
- MOGWAI(1979)
- TO GOTHICS *Next 5/20
- GIZMO KILLED THE STRIPES]  ARATA NAKAMURAとのDJユニット)
- BOOST!! *GIZMO KILLED THE STRIPES主宰のイベント